# Cladoraphis
Cladoraphis es un género de plantas herbáceas perteneciente a la familia de las poáceas. Es originario del sudeste de África.

## Especies
- Cladoraphis cyperoides (Thunb.) S.M. Phillips
- Cladoraphis duparquetii Franch.
- Cladoraphis spinosa (L. f.) S.M. Phillips